# الانجراف الترجمي
الانجراف الانتقالي، معروف أيضًا باسم الدماغ الذآب أو محرك الإعصار هو شكل من أشكال الحركة، يوجد بشكل خاص في بعض الروبوتات القتالية.

## المبدأ
يتم تطبيقه على الروبوتات الدوارة، حيث يتم تشغيل عجلات القيادة بشكل طبيعي طوال الثورة، مما يسبب إلى زيادة الطاقة الدورانية، والتي يتم تخزينها من أجل التأثير المدمر، ولكن بالنظر إلى التناظرالمثالي، لا يوجد تسارع انتقالي صافي. يعمل المحرك عن طريق تعديل القوة إلى العجلة أو العجلات التي تدور الروبوت. ينتج عن التطبيق الصافي للقوة في مسار واحد تسارع في الطائرة لا يمكن حقًا وصفها بأنها " للأمام"، " للخلف وما إلى ذلك، حيث يدور الروبوت بأكمله. ومع ذلك، في التكوين القياسي، يتم استخدام مقياس التسارع ليحدد سرعة الدوران، ويتم تشغيل الثنائي الباعث لضوء مرة واحدة فقط لكل دورة، لإعطاء مؤشر اتجاه أمامي رمزي للمشغل. تنفذ أدوات التحكم الداخلية الأوامر الواردة من جهاز التحكم عن بعد لتعديل محرك الأقراص، عادةً عن طريق إيقاف تشغيله لجزء من ثورة.

## افتح ميلت
افتح ميلت هو تطبيق مفتوح المصدر لـ لدماغ الذآب، تم ترخيص الكود بموجب ترخيص كرييتيف كومنز ارتبوتن-نونسميركل شير اليك ليكن.

## روابط خارجية
- - بناء بوت